# Mazu

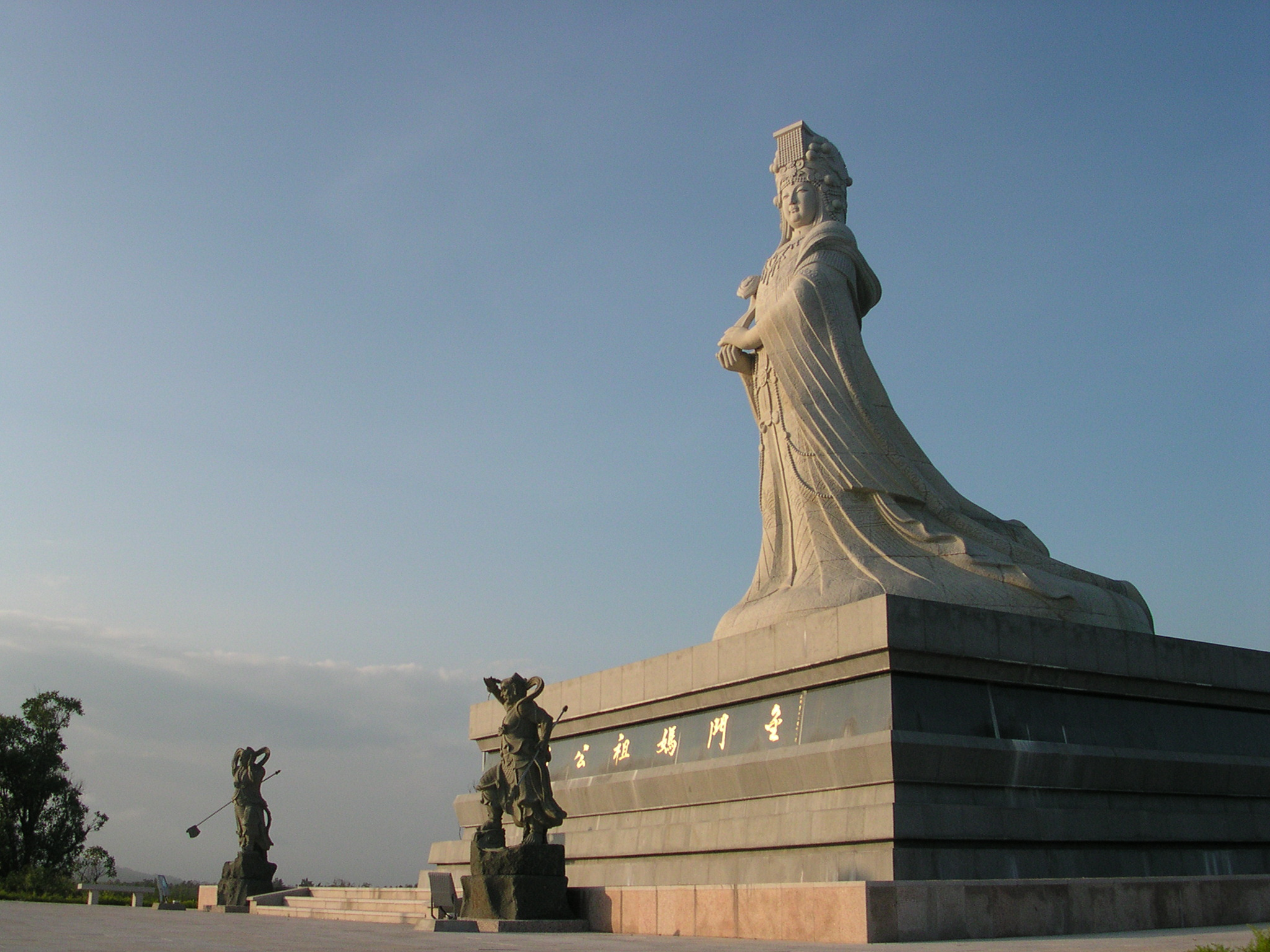
Una statua di Mazu nel Kinmen Matsu Park, Quemoy

Mazu (媽祖T, 妈祖S, MāzǔP, lett. "Madre Ancestrale", "Antica Madre"), scritto anche Matsu e Ma-tsu, è la dea dei mari della mitologia cinese e si dice che protegga i pescatori e i marinai. Il culto di Mazu cominciò nella dinastia Song. Mazu è ampiamente venerata nelle regioni costiere sudorientali della Cina, specialmente nello Zhejiang, nel Fujian, nel Guangdong e nell'Hainan. È un'importante divinità anche a Taiwan e, in generale, è venerata in tutta l'Asia orientale e sudorientale.
Secondo la tradizione, Mazu era in origine una ragazza umana, che in seguito divenne una dea. La sua figura è quindi simile a quella di altre divinità della mitologia e della religione tradizionale cinese, che sono tipicamente esseri umani esemplari che hanno raggiunto uno stato superiore in virtù della loro forza spirituale, della loro devozione agli antenati o di una cooptazione ad opera di divinità già esistenti. Un esempio molto noto è quello di Guan Yu.
In base alla biografia tradizionale, Mazu nacque a Meizhou (湄州) nella Contea di Putian (莆田縣), Provincia di Fujian, nell'anno 960. Il cognome della sua famiglia era Lin (林) e il suo nome era Lin Moniang (cinese: 林默娘). Morì il 4 ottobre 987: dopo la sua morte, fu ricordata come una giovane dama vestita di rosso, che avrebbe vagato per sempre sui mari.

## Nomenclatura

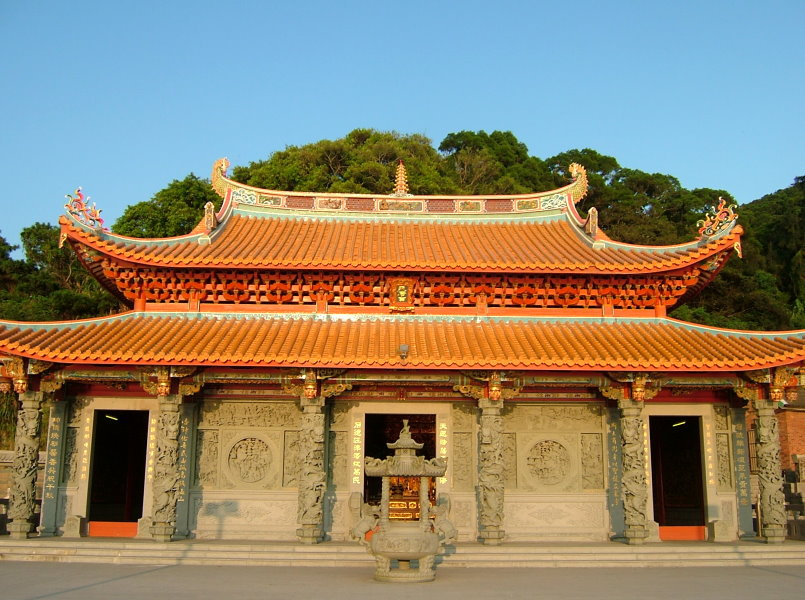
Un tempio dedicato alla dea Mazu, Nangan

### Nomi popolari
- Mazu (媽祖).[2][3] Significa letteralmente "Antenata Madre".
- Mazupo (媽祖婆).[1][2] Nel Fujian è nota popolarmente con questo nome.[1][2] Significa "Nonna",[2] ma non si sa perché fosse chiamata in questo modo malgrado la sua morte all'età di 28 anni.[2]
- Tianhou (天后).[3] Significa letteralmente "Imperatrice del Cielo".[3]
- Tianfei (天妃).[2] Significa letteralmente "Principessa Celeste"[4] o "Consorte Celestiale".[2]
- Tianshang Shengmu (天上聖母) o Tianhou Shengmu (天后聖母), entrambi significanti "Santa Madre Celeste".

### Titoli ufficiali
- Linghui Furen (靈惠夫人).[1] Fu conferito nel 1156.[1]
- Linghui Fei (靈惠妃).[1] Fu conferito nel 1192.[1]
- Huguo Mingzhu Tianfei (護國明著天妃).[1] Fu conferito nel 1281.[1]
- Zhaoxiao Chunzheng Fuji Ganying Shengfei (昭孝純正孚濟感應聖妃).[1] Fu conferito durante il regno dell'imperatore Hongwu.[1]

## Essere umano
Secondo la leggenda, Lin Moniang nacque il 23 marzo 960 (durante la dinastia Song) come settima figlia di Lin Yuan (林愿) sull'Isola di Meizhou, nel Fujian. Quando nacque non pianse, così le fu dato il nome con il significato di "Fanciulla Silenziosa".
Sebbene avesse cominciato a nuotare relativamente tardi, all'età di 15 anni, divenne presto un'eccellente nuotatrice. Indossava abiti rossi mentre stava in piedi sulla riva per guidare in porto le navi da pesca, anche con il tempo più rigido e violento.
Sempre secondo la leggenda, il padre e i fratelli di Lin Moniang erano pescatori. Un giorno, un terribile tifone si levò mentre erano fuori in mare, e il resto della famiglia temette che fossero periti. Nel mezzo di questa tempesta, a seconda della versione della leggenda, Lin Moniang cadde in trance mentre pregava per le vite di suo padre e dei suoi fratelli, ovvero sognò suo padre o i suoi fratelli mentre stava dormendo o era seduta al telaio a tessere. In entrambe le versioni della storia, suo padre e i suoi fratelli stavano annegando, ma la madre di Moniang scoprì che la figlia stava dormendo e tentò di svegliarla. Ciò distolse l'attenzione di Moniang e fece sì che ella lasciasse andare suo fratello, che quindi annegò. Conseguentemente, il padre di Moniang ritornò vivo e raccontò agli altri abitanti del villaggio che era avvenuto un miracolo. Altre versioni della storia si riferiscono a quattro fratelli che annegano, con tre che ritornano e il quarto da lei perduto che viene poi resuscitato (senza alcuna menzione di un padre).
Mazu è raffigurata di solito insieme a due generali guardiani noti come "Occhio delle Mille Miglia" (千里眼, Qianli Yan) e "Orecchio con il Vento" (順風耳 Shunfeng Er). Benché la loro iconografia possa variare, entrambi sono rappresentati come demoni; "Occhio delle molte miglia" è spesso rosso con due corna, mentre "Orecchio con il Vento" è verde con un solo corno. Si dice che siano due demoni sottomessi da Mazu: entrambi erano innamorati di lei, ma ella disse che avrebbe sposato quello che l'avesse sconfitta. Usando le sue abilità nelle arti marziali, Mazu li sconfisse entrambi ed essi divennero suoi amici.
Mazu stessa è raffigurata solitamente con indosso una veste rossa nei dipinti o nei murali, ma nella scultura è sempre avvolta nelle vesti adorne di gioielli di un'imperatrice che tiene o una tavoletta cerimoniale o un bastone ingioiellato, mentre indossa l'inconfondibile berretto imperiale dalla sommità piatta con perline appese davanti e dietro.

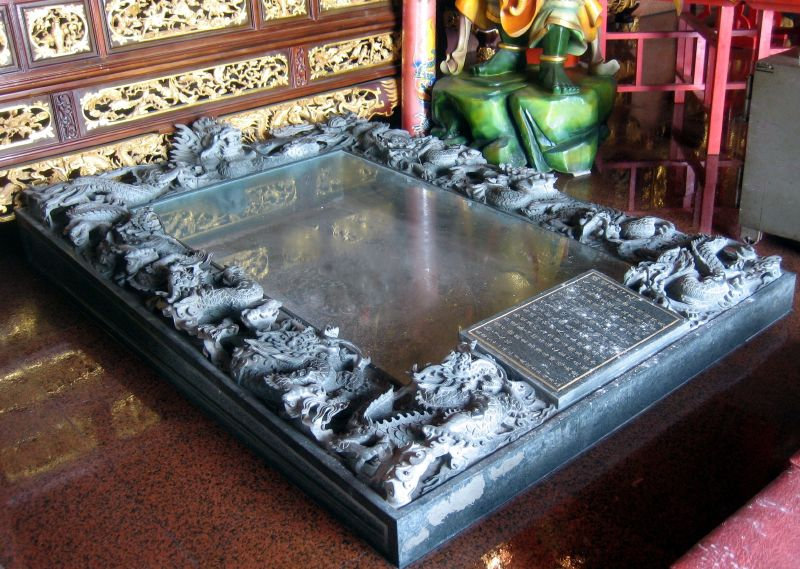
La tomba di Mazu nel villaggio di Matsu

Esistono almeno due versioni della morte di Lin Moniang. In una versione, ella morì nel 987 all'età di 28 anni, quando salì da sola su una montagna e volò in cielo diventando una dea. Un'altra versione della leggenda dice che morì all'età di 16 anni, sfinita dopo aver nuotato nel mezzo dell'oceano per trovare il padre disperso, e che il suo cadavere fu poi gettato a riva sull'Isola di Nankan, nelle Isole Matsu.
Nel corso del tempo, le religioni del Buddismo e del Taoismo presero in prestito l'una dall'altra divinità popolari nel tentativo di attirare devoti ai loro templi. Allo scopo di giustificare la presenza di Mazu nei templi buddisti, furono fatte circolare delle leggende che sostenevano che i genitori di Mazu avessero pregato Guanshiyin per avere un figlio, ma questi aveva risposto alle loro preghiere con la nascita di un'altra figlia ancora. Si credette allora che Mazu fosse una reincarnazione di Guanshiyin sulla terra, ed è a Guanshiyin che si dice ella sia stata particolarmente devota da bambina. Di conseguenza, Mazu è riconosciuta e rispettata sia nel pantheon delle divinità taoiste che in quello delle divinità buddiste, mentre alcuni Buddisti credono che Mazu sia una delle molte manifestazioni di Guanshiyin.
Lin Moniang (2000), una serie televisiva minore fujianese, è una drammatizzazione della vita di Mazu da mortale.

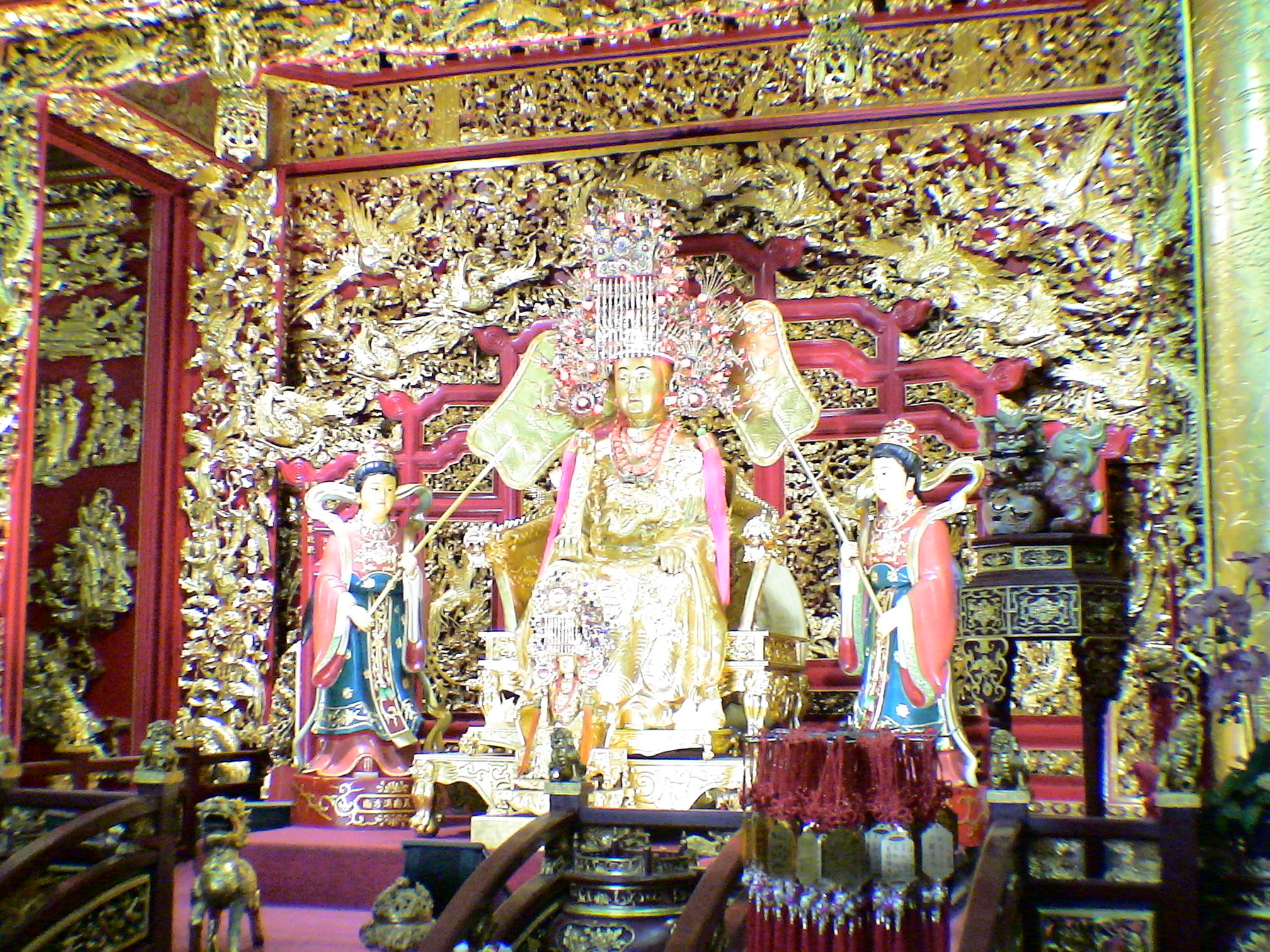
Una statua d'oro di Mazu nella città di Yilan, Taiwan

## Dea
Tra il 1119 e il 1126, Lu Yundi (路允迪), un importante ministro della corte imperiale, fu colto da una violenta tempesta mentre era in viaggio per la Corea. Secondo la leggenda, lo spirito di Mazu scese nell'albero maestro e lo salvò. Dopodiché, l'imperatore conferì il nome "shunqimiao" (順濟廟) al suo tempio su richiesta di Lu Yundi.

## Culto
Partendo dal Fujian, il culto di Mazu si diffuse nelle vicine province costiere dello Zhejiang e del Guangdong, e da lì in tutte le aree costiere della Cina continentale. Con l'emigrazione e in particolare con la diaspora cinese del XIX e del XX secolo, il culto si diffuse ulteriormente a Taiwan, in Vietnam, nelle Ryūkyū, in Giappone e nel Sud-est asiatico; il ruolo di Mazu come patrona dei mari faceva sì che gli immigranti appena arrivati erigessero templi a lei per prima, per rendere grazie di essere giunti sani e salvi a destinazione. Oggi, il culto di Mazu si trova anche in altri paesi con vaste popolazioni originarie di queste regioni. In totale, ci sono circa 1.500 templi di Mazu in 26 paesi del mondo.

### Cina continentale

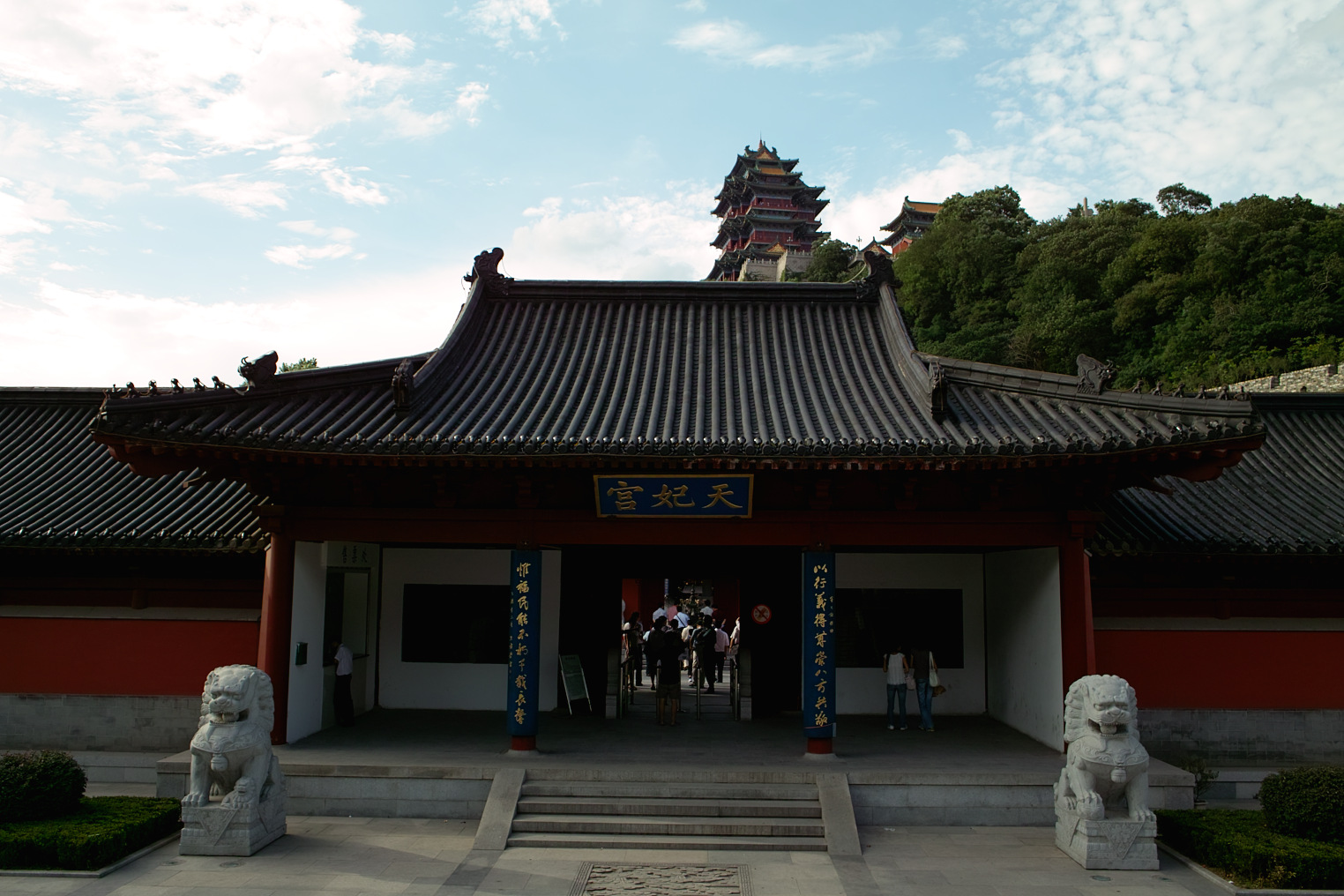
Tian Fei Gong, Nanchino

A parte il Fujian, ci sono più di 40 templi dedicati a Mazu nel Guangdong e nello Hainan, e più di 30 nel Jiangsu e nello Zhejiang. Nella Cina settentrionale ci sono grandi templi di Mazu a Tientsin, Weihai, Yingkou, Qinhuangdao, Tsingtao, nelle Isole Changdao (chiamate anche "Isole del Tempio" dal locale tempio di Mazu) e a Penglai.

#### Tientsin
Costruito nel in 1326 (dinastia Yuan), il Tempio di Mazu a Tientsin è il tempio più settentrionale del Mazuismo nella Cina continentale. Conosciuto localmente come il "Palazz della Niangniang (Regina)", è ubicato nell'odierno Distretto di Nankai, parte del quartiere della "Strada dell'antica cultura di Tientsin" (Guwenhua Jie), il principale sito turistico di Tientsin e uno dei più importanti della Cina. Il Tempio e altri edifici annessi sono costruiti su un'area di 5.280 metri quadrati. Verso gli anni 1950 il Tempio di Mazu a Tientsin era uno dei principali centri taoisti della città.

#### Ningbo
Verso il 1100 i Fujianesi costruirono un tempio in onore di Mazu nella città di Ningbo, intorno al lato esterno delle mura, vicino alla spiaggia. Fino al 1848, il tempio era stato ricostruito per l'ultima volta nel 1680.

#### Nanchino
A Nanchino, il Palazzo di Tian Fei (南京天妃宫, Nanjing Tian Fei Gong) fu costruito dall'imperatore Yongle durante la dinastia Ming su insistenza dell'ammiraglio Zheng He al ritorno dalla sua prima spedizione. Prima e dopo ciascuna spedizione, Zheng He soleva andare a pregare al tempio e chiedere la protezione di Mazu. Trattandosi di un tempio di stato costruito dall'imperatore, questo era il più grande e il più insigne fra tutti i templi di Mazu del paese. Il tempio contiene una grande stele in groppa a una tartaruga con l'iscrizione dell'imperatore Yongle. L'edificio fu in gran parte distrutto dai bombardamenti giapponesi nel 1937, ma era in corso di ricostruzione all'inizio del XXI secolo in relazione alle celebrazioni per il 600º anniversario delle spedizioni di Zheng He.
Esiste un tempio di Mazu più piccolo nel Treasure Boat Shipyard Park, localizzato nel sito del Cantiere navale di Longjiang dove furono costruite le "navi dei tesori" di Zheng He.

#### Shanghai
A Shanghai, vi erano storicamente tre Templi di Tian Hou principali. Durante la dinastia Qing, era usanza per i diplomatici che partivano per mare recarsi a pregare al Palazzo di Tian Hou nella città vecchia. Tutti questi templi furono successivamente distrutti. L'ultimo, sulle rive del torrente Suzhou, fu ricollocato a Songjiang. Questo tempio è ora dedicato alla "Mazu del fiume Huangpu". Anche il Tempio del Dio della Città nella città vecchia è parzialmente dedicato a Mazu.

#### Fujian
A Putian, il luogo di nascita leggendario di Mazu, ci sono centinaia di templi dedicati alla dea, compresi circa 20 sulla sola Isola di Meizhou.
Altrove nel Fujian, ci sono circa 70 templi dedicati a Mazu, per la maggior parte concentrati nelle zone costiere.
Il Tempio dell'Imperatrice Celeste o Tempio Ancestrale di Meizhou (天后宮湄洲祖廟) è su Meizhou, la sua isola nativa.
L'Isola di Meizhou è considerata come la "Mecca orientale".

### Australia
L'Australia ha due templi di Mazu, uno a Sydney e l'altro a Melbourne.

### Filippine
Costruito nel 1975, il maestoso Tempio di Ma-Cho è localizzato nella città di San Fernando, La Union, nelle Filippine settentrionali. L'edificio fu costruito dalla numerosa comunità cinese. Con un'altezza di 21 metri sul livello del mare, il tempio è una torreggiante attrazione policroma con 7 piani e 11 strati, che occupa più di un ettaro di superficie ed è accessibile lungo diversi itinerari.

### Giappone
Il Tempio di Mazu a Yokohama (廟) fu costruito nel 2006, mentre quello a Tokyo fu aperto nel 2013.

### Hong Kong

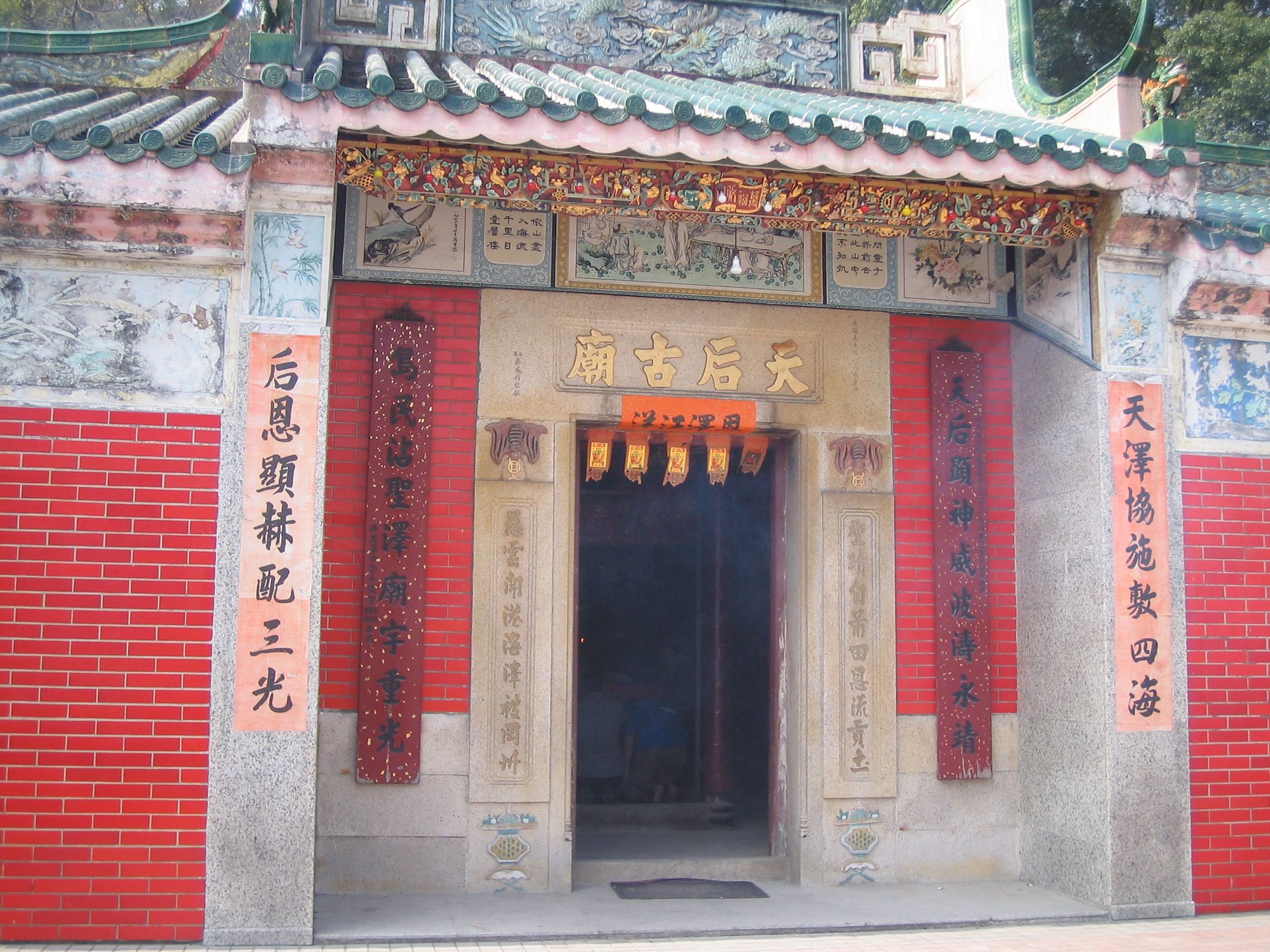
Un tempio di Tin Hau a Sai Kung, Hong Kong

Tin Hau è la traslitterazione cinese del nome comune cantonese di Mazu. Ci sono oltre 90 templi di Tin Hau a Hong Kong, alcuni dei quali onorano altre importanti divinità.
Il tempio nell'area di Tin Hau, ad est di Victoria Park, nel Distretto Orientale, sull'Isola di Hong Kong, ha dato il nome all'area e alla stazione della MTR che la serve. Il Tempio di Tin Hau è uno dei monumenti riconosciuti di Hong Kong.
A causa del loro significato storico, molti templi di Tin Hau a Hong Kong sono stati dichiarati edifici storici.

### Macao
Macao ha tre templi di Tin Hau (rispettivamente a Coloane, Penisola di Macao, e a Taipa). Si pensa che il nome Macao sia derivato dal Templo de A-Má (Tempio di A-Ma) (cinese: 媽閣廟; Jyutping cantonese: Maa1 Gok3 Miu6; pronuncia locale: Maa5 Gok3 Miu6 o Maa5 Gok3 Miu5), un punto di riferimento tuttora esistente costruito nel 1448 e dedicato alla dea Mazu.

### Malesia

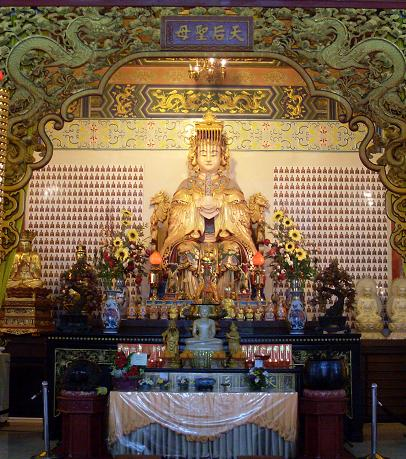
Statua di Mazu nel Tempio di Thean Hou, Kuala Lumpur

La Malaysia ha una lunga storia di religione taoista fin da quando i Cinesi provenienti dalla Cina meridionale si stabilirono nella regione del Sud-est asiatico. Il Tempio di Thean Hou (cinese: 馬来西亚吉隆坡天后宫) situato a Kuala Lumpur, capitale della Malaysia, è una famosa meta turistica in Asia. Molti altri templi e statue dedicate alla dea Mazu si trovano in tutto il paese.
Ogni anno, si celebra la Festa dei Nove Dei Imperatori, specialmente a Penang, mentre il compleanno di Mazu si festeggia in tutto il paese.
Un importante progetto per costruire la statua di Mazu più alta del mondo sulla punta più settentrionale del Borneo (presso Kudat), fu lanciato ufficialmente a metà degli anni 2000 dal capo e dalla popolazione dello Stato di Sabah. La statua avrebbe dovuto essere alta 10 piani e attirare ogni anno milioni di turisti nel paese. Il progetto tuttavia fu cancellato a causa delle proteste di alcuni musulmani del Sabah e di alcune interferenze politiche.
A Kampung Tok'kong, un villaggio isolato lontano da Kota Bharu, Kelantan, si svolge una particolare cerimonia in onore di Mazu presso il tempio di Seng Choon Keong (圣春宫). I fedeli di Mazu si recano là per rendere omaggio alla dea e offrire preghiere per la salute, la ricchezza e la sicurezza personale. Ogni venerdì, inoltre, alcuni credenti vanno al tempio dai sacerdoti per chiedere fortuna e protezione a Mazu. Il tempio di Seng Choon Keong è considerato la culla del culto di Mazu in Malesia, assai diffuso intorno al Mar Cinese Meridionale. Molti migranti si recano al tempio per impetrare la benedizione della dea prima di partire per viaggi lunghi o pericolosi, in quanto secondo la tradizione Mazu protegge le vite dei viaggiatori.

### Myanmar

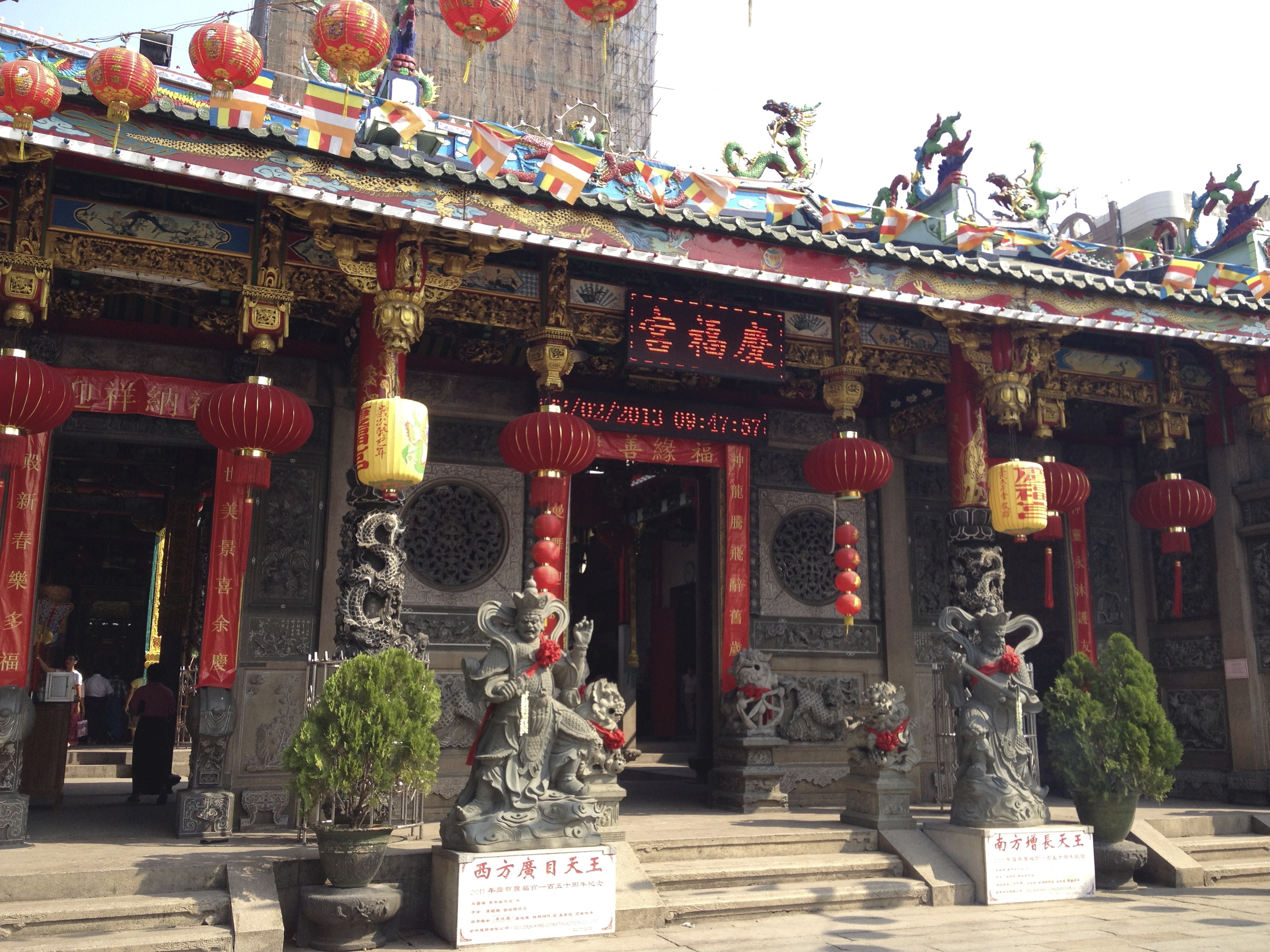
Il Tempio di Kheng Hock Keong a Yangon, Myanmar, è il tempio dedicato a Mazu e Kwan Yin

Il Tempio di Kheng Hock Keong, situato a Yangon (Rangoon), Birmania (Myanmar), è il più grande e antico tempio buddista e taoista cinese dedicato a Mazu. Fu costruito nel 1903. Il tempio attrae a Myanmar principalmente fedeli di lingua hokkien e hakka.

### Singapore
Il culto di Mazu fu portato a Singapore dalla Cina con l'afflusso degli immigranti cinesi durante il XIX secolo, una grande quota dei quali proveniva dal Fujian. Due dei più antichi e conosciuti templi cinesi a Singapore, il Tempio di Thian Hock Keng o Tian Fu Gong (appartenente alla comunità hokkien) e il Tempio di Yueh Hai Ching o Yue Hai Qing Miao (appartenente alle comunità teochew e cantonese), erano entrambi dedicati principalmente a Mazu, e nel XIX secolo erano frequentati dagli immigranti che venivano a rendere grazie alla dea dopo il viaggio per mare che li aveva condotti sani e salvi dalla Cina.

### Taiwan
Nel 1980, a Taiwan erano registrati un totale di 509 templi dedicati a Mazu, quasi sette volte il numero registrato prima del 1911. Attualmente (2014) ci sono quasi 1.000 templi taiwanesi dedicati interamente o, più spesso, parzialmente a Mazu. Originariamente, Mazu svolgeva un ruolo minore negli affari religiosi di Taiwan, con i fedeli che si limitavano a chiederle di benedire il mare perché fosse propizio ai pescatori. Ma con il passare del tempo, la gente cominciò a pregarla per la salute, la carriera, l'agricoltura, i rapporti personali e ogni genere di preoccupazioni. Così, come già avvenuto nella Cina continentale, Mazu divenne protettrice del popolo taiwanese.
Secondo un gruppo di ricerca che studia la religione popolare taiwanese presso l'Università di Providence a Taiwan centrale, le cerimonie per Mazu si celebrano in modo da compiere simbolicamente ogni anno un giro di visite di ogni tempio di Mazu a Taiwan. Questo si fa per la benedizione dei suoi fedeli, per diffondere le benedizioni e allontanare il male da loro. Ogni anno i pellegrini organizzano processioni per scortare Mazu. Il rituale serve come evento sociale per i seguaci di Mazu in diverse regioni.
Alcuni dei templi più famosi sono i seguenti:
- Tempio di Chenlan (鎮瀾宮)[18] nel Distretto di Dajia, Taichung: è il tempio di Mazu più famoso di Taiwan, e ogni primavera vi ha luogo un pellegrinaggio annuale.
- Tempio di Chaotian (朝天宮) presso Beigang (北港鎮) a Yunlin: fu costruito nel 1694 ed è dedicato a Mazu. È rinomato per lo straordinario spettacolo dei suoi elementi decorativi.[19]
- Tempio di Mazu di Sinwu (新屋鄉天后宮) a Sinwu, Contea di Taoyuan: costruito nel 1862, ha la statua di Mazu più alta del mondo.
- Grande Regina del Tempio del Cielo (大天后宮) di Tainan: fu fondata nel 1664.[20]
- Tempio di Tianhou di Qijin nel Kaohsiung: risale al 1691.[21]
- Tempio di Tianhou di Lugang (鹿港天后宮): contiene un'immagine di Mazu portata a Taiwan dal continente nel 1684.[22]
- Tempio di Tianhou di Magong sull'Isola di Penghu: fu costruito nel 1593 ed è il tempio più antico di Taiwan.[23]

### Thailandia
In Thailandia, c'è un gran numero di templi dedicati a Mazu, specialmente in città vicine al mare quali Bangkok, Chonburi, Pattani e Phuket. Ci sono anche tre santuari noti come Gew Leng Thong, Sam San Tian Hew Geng e Keng Jew Hui Guan. Molti Cinesi thai venerano la dea e alcuni si recano anche in pellegrinaggio nel suo luogo di origine nel Fujian, in Cina.

### Stati Uniti

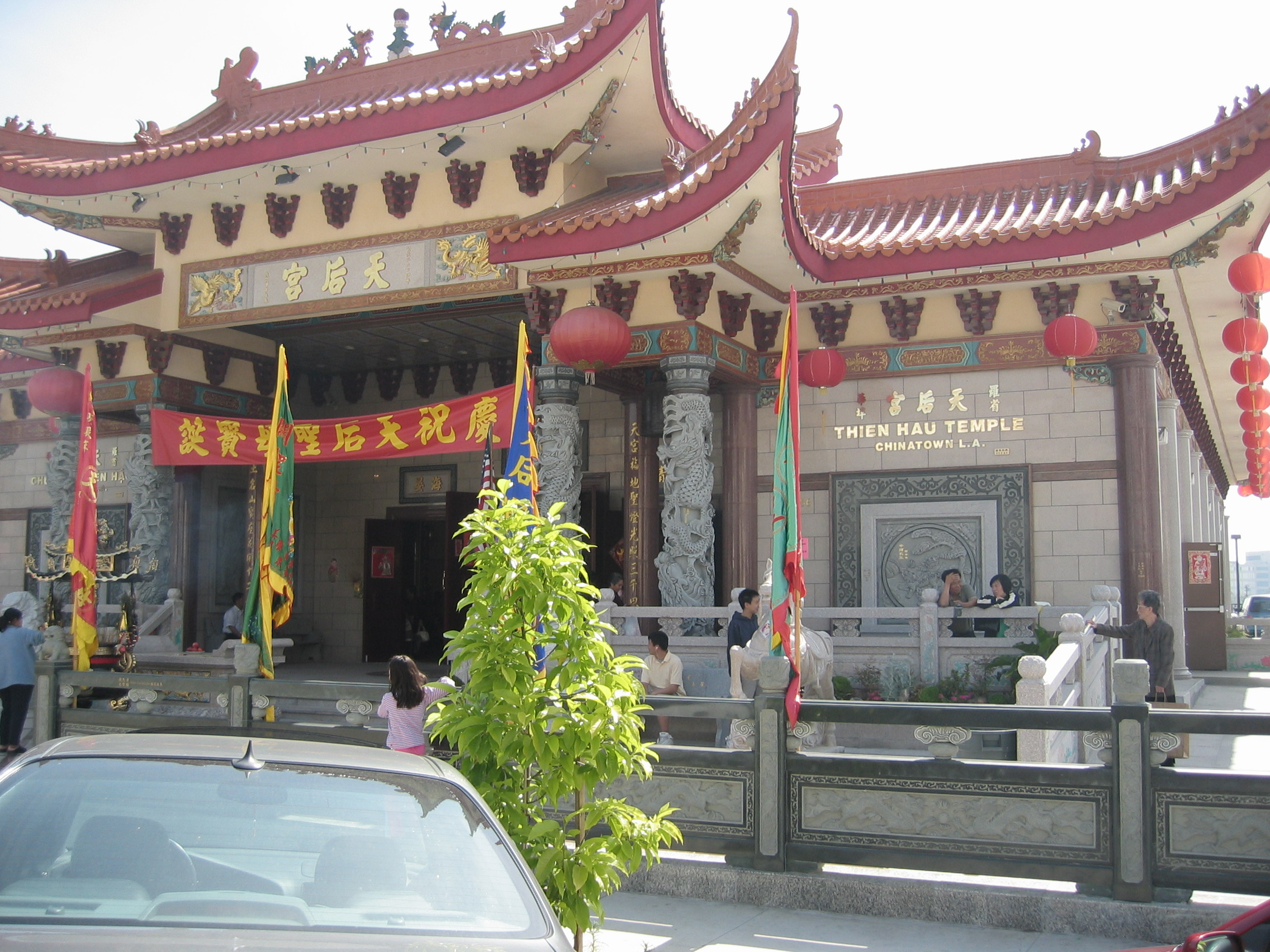
Tempio di Thien Hau, Los Angeles

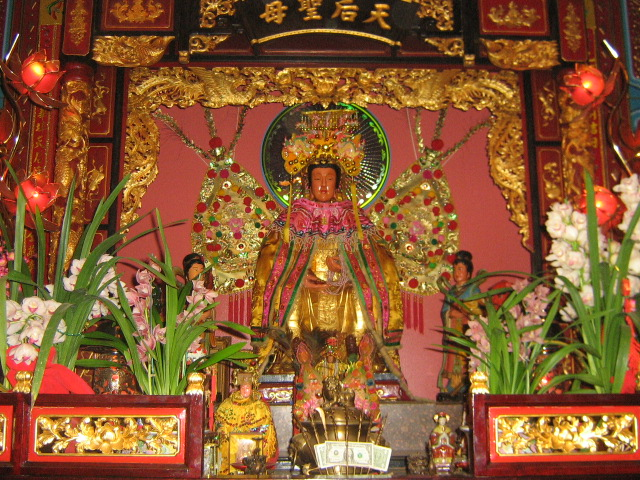
Statua di Mazu nel Tempio di Thien Hau, Los Angeles

Mazu è venerata anche in Occidente dalle comunità originarie del Sud-est asiatico. Ad esempio, nelle Chinatown degli Stati Uniti molti templi sono dedicati a Mazu.
- Il più antico tempio taoista degli Stati Uniti, il Tempio di Tin Hau, è a San Francisco, in California. Fu costruito nel 1852 ed è dedicato a Mazu. C'è anche un tempio chiamato Tempio di Ma Tsu al 30 di Beckett Alley, nella Chinatown di San Francisco.
- Il Tempio di Thien Hau a Chinatown, Los Angeles, in California, è la sede della Camau Association of America, un'associazione culturale benefica. È un'attrazione turistica immensamente popolare a Chinatown, a partire dal suo completamento il 5 settembre 2005 dopo due anni di costruzione e un investimento di circa 2 milioni di dollari. Ospita attrazioni come le esibizioni dal vivo della danza dei leoni e un grande spettacolo di piccoli fuochi d'artificio nel Capodanno cinese.

### Vietnam
In Vietnam, Mazu è nota come Thiên Hậu (天后).
- Nel XIX secolo, la congregazione cantonese di Cholon, ora parte della città di Ho Chi Min, costruì un famoso tempio dedicato a Thiên Hậu.
- La famosa Pagoda di Quan Am, anch'essa a Cholon, ha un altare per Thien Hau.
- Il tempio più famoso consacraro a Mazu è "Thiên Hậu Cung" (Pagoda di Tien Hau) nella provincia di Binh Duong. Fu costruito dai primi immigranti cino-vietnamiti provenienti dalla Cina. La festa di Mazu cade spesso il 15 gennaio (calendario lunare).

## Festa di Mazu
La festa di Mazu ricorre di solito nel giorno della sua nascita, identificato tradizionalmente nel ventitreesimo giorno del terzo mese del calendario lunare: si tratta quindi di una festa mobile. In base al calendario gregoriano essa cade alla fine di aprile o all'inizio di maggio. Negli ultimi anni, la ricorrenza è stata la seguente:
- 2001: 16 aprile
- 2002: 5 maggio
- 2003: 24 aprile
- 2004: 10 maggio
- 2005: 1º maggio
- 2006: 20 aprile
- 2007: 9 maggio
- 2008: 28 aprile
- 2009: 18 aprile
- 2010: 6 maggio
- 2011: 25 aprile
- 2012: 13 aprile
- 2013: 23 ottobre - anniversario del raggiungimento dell'immortalità
- 2014: 22 aprile